# كاسباز 1

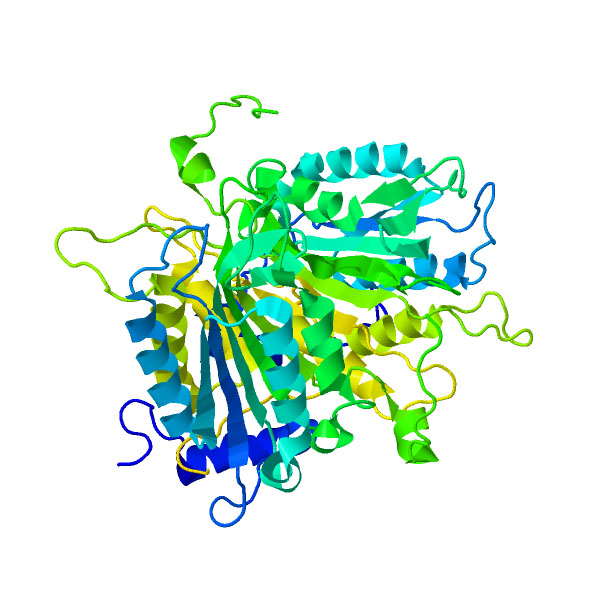
كاسباز-1 زيموجين

كاسباز 1 أو الإنزيم المحول لإنترلوكين 1 هو إنزيم يحلل البروتينات مثل طلائع السيتوكينات الالتهابية إنترلوكين 1 بيتا وإنترلوكين 18 وكذلك غاسدرمين د المحفز لعملية موت خلوي حمي مبرمج إلى ببتيدات ناضجة فعالة. كما أن له دورا في المناعة الخلوية إذ إنه يبادر الاستجابة المناعية. عندما يفعّل من خلال معقد الجسيم المناعي فإنه يبدأ استجابة مناعية أولية من خلال تفعيل السيتوكينات الالتهابية إنترلوكين 1 بيتا وإنترلوكين 18 وعملية موت خلوي حمي مبرمج وهي إحدى عملية موت الخلية المبرمج. تفزر السيتوكينات الالتهابية بواسطة كاسباز 1 لتفعيل الاستجابة المناعية في الخلايا المجاورة.